# Thanos (Marvel Comics)
Pour les articles homonymes, voir Thanos.
Thanos est un super-vilain évoluant dans l'univers Marvel de la maison d'édition Marvel Comics. Créé par le scénariste et dessinateur Jim Starlin, le personnage de fiction apparaît pour la première fois dans le comic book Iron Man (vol. 1) #55 en février 1973. La même année, le personnage est développé dans la série Captain Marvel (vol. 1).
Thanos est un Titan, une branche de la race des Éternels qui quittèrent la Terre il y a plusieurs siècles pour Titan, la lune de la planète Saturne.
Surnommé « le Titan fou » (« The Mad Titan »), Thanos est aussi le nom d'une série de comics mettant en scène le personnage. Il a été adapté dans l'univers cinématographique Marvel à travers les vingt-deux films du « cycle » sur les Pierres d’infinité, où il est interprété par l'acteur Josh Brolin.

## Création du personnage
Pour les caractères des personnages de Thanos et de son frère Éros, le scénariste et dessinateur Jim Starlin puise son inspiration dans la mythologie grecque avec le dieu de la mort Thanatos et celui de l'amour Éros.
En 1973, lorsqu'il doit créer Thanos, Starlin s'inspire visuellement de Metron, un des personnages des New Gods créés par Jack Kirby pour DC Comics. Metron est analytique, amoral et se déplace dans un fauteuil équipé de haute-technologie. Roy Thomas, le responsable éditorial de la série Iron Man chez Marvel, lui demande de s'inspirer de Darkseid, un autre personnage de DC Comics, qui est plus impressionnant et plus connu. Starlin accepte la critique et revoit son personnage pour lui donner une stature plus imposante. Dans la première case où il apparaît, la seule trace de cette première version est le fauteuil high-tech dans lequel Thanos est assis.

« Kirby avait fait les New Gods que j'ai trouvé formidables. Il était chez DC Comics à l'époque. J'ai eu des idées qui ont été influencées par son travail. Vous devez penser que Thanos a été inspiré par Darkseid, mais ce n'était pas le cas quand j'ai commencé. Dans mes premiers dessins de Thanos, s'il ressemblait à un personnage, c'était à Metron. J'avais tous ces différents dieux et ces choses que je voulais faire, qui sont devenus Thanos et les Titans. Roy a jeté un regard sur le mec dans la chaise ressemblant à celle de Metron et a dit : « Musclez-le ! Si vous vous apprêter à voler l'un des New Gods, au moins prenez Darkseid, celui qui est vraiment bon ! ». »

— Jim Starlin.

## Biographie du personnage

### Débuts
Thanos est un Titan, une branche de la race des Éternels (race créée par les Célestes) qui quittèrent la Terre il y a plusieurs siècles pour Titan, la lune de Saturne, et qui donna à leur peuple leur nom. Il est le fils du mentor Alars et de Sui-san. Contrairement à son frère Éros, Thanos naît avec un physique ingrat : une peau gris-pourpre et d'une texture semblable à la roche et un corps massif. Il passe auprès des autres Titans pour anormal, porteur du mal génétique dit « syndrome du Déviant » et incapable de succéder à son père à la tête du peuple. Ce rôle est octroyé à son frère Éros.
Rejeté par les siens, il trouve une compagne dans un temple souterrain oublié : dame Mort, qui fut son seul amour et sa seule consolation durant toute son adolescence. Instruit par elle, il acquiert un pouvoir surpassant celui de tous les autres Titans. L’âge venant, il commence à se révolter contre son père, et leurs disputes dégénérèrent en hostilité. À la suite d'une expérience de Thanos, ayant coûté la vie à plusieurs de ses sujets, il est banni de Titan.
De son aveu même, quelque chose en lui se brisa pendant ces siècles d’exil. Le cœur débordant de haine, il retourne sur Titan et lance une attaque nucléaire sur son propre monde, tuant des milliers de personnes, y compris sa mère, la seule personne qu’il aurait peut-être voulu épargner. Son père et son frère étant dans l’espace lors de l’attaque, ceux-ci échappèrent au massacre. Avec l'aide des Vengeurs, Mentor put repousser Thanos, puis s'attela à reconstruire son monde.

### Ennemi et garant de l'univers
La suite de la vie de Thanos ne fut plus que combats, intrigues et quêtes des instruments du pouvoir ultime. Pour cela Thanos a rassemblé une immense armada de vaisseaux. Ayant surveillé la planète Terre depuis la première explosion nucléaire, il y détient une base secrète. C'est là où il y capture son ennemi personnel Drax le destructeur qui s'échappe grâce à Iron Man aidé lui-même par Mentor depuis Titan.
Allié aux Skrulls, il s'empare du cube cosmique des Krees. Transformé en être divin par le Cube Cosmique, Thanos affronta les Vengeurs et Captain Marvel, qui avait déjà vaincu son armada. Lorsque Thanos jeta négligemment le Cube, croyant à tort l'avoir vidé de toute puissance, Mar-Vell le frappa, lui demandant de restaurer l'univers tel qu'il était. Privé de ses pouvoirs, Thanos reprit forme mortelle au centre de l'univers où son vaisseau amiral, le Sanctuaire II, le récupéra selon des instructions préprogrammées. Réanimé, Thanos fut découragé de découvrir que la Mort l'avait abandonné à cause de son échec.
À cette époque, Thanos ignorait que les gemmes de l'infini offraient à son détenteur le pouvoir ultime. Au cours de sa deuxième défaite, il meurt en étant transformé en statue de pierre par Adam Warlock.
Il essaye en vain de récupérer le cube cosmique de l'AIM des mains de Hellcat.
Des années plus tard, La Mort le ramène à la vie afin qu'il élimine la moitié des peuples de l'univers. Ayant eu connaissance des véritables pouvoirs des joyaux, il les arrache à leurs propriétaires respectifs : l'Intermédiaire et cinq Doyens de l'Univers dont le Champion (en), le Jardinier, le Coureur, le Collectionneur et le Grand Maître, et devient ainsi la plus puissante des entités cosmiques de cet univers. Toutefois, bien qu'il ait eu à chaque fois l'occasion d'en décider autrement, Thanos fournissait à ses adversaires les instruments de sa défaite, ne jugeant pas nécessaire de garder un tel pouvoir aussi longtemps.
Il combat aussi en plusieurs occasions pour le bien : deux fois contre le Mage et une fois contre la Déesse, deux entités représentant respectivement le mal et le bien de l'être nommé Adam Warlock. Comprenant que jamais la Mort ne le traiterait en égal, il se sépare d’elle et décide de mener une existence de paix.
Récemment, il dut affronter des clones de lui-même qui s'étaient échappés de l'une de ses bases, notamment un clone modifié avec l'ADN de Galactus et deux fois plus puissant que le Dévoreur de mondes original.
Lors de l'histoire Marvel: The End (en), Thanos découvre un jour au cœur de l’univers une source d'énergie infinie qui fait de lui l’être suprême de sa réalité. Cependant, il se rend compte que la trame de l'univers est altérée et qu’il risque de disparaître. Tandis qu'il tente de régler le problème, toutes les puissances de l'univers, ainsi que tous les héros, l'attaquent pour le destituer de son rôle d'être suprême. Cependant, le pouvoir fait cette fois partie de son être et ne peut lui être retiré. Voyant qu'aucun des protagonistes ne veut entendre quoi que ce soit sur la destruction imminente de leur univers, le Titan Fou s'énerve et les fait disparaître en absorbant tous les ennemis qui l'entourent, puis tout l'univers. Pour rendre l'univers à l’existence, il renonce à son pouvoir (manipulé discrètement par une entité cosmique supérieure).
Thanos décide d’apaiser le feu qui le consume et de se racheter de ses fautes passées, et entreprend un nouveau voyage à travers l’univers.

### Annihilation
Lors du crossover Annihilation (en), la quête de rédemption de Thanos le pousse tout d'abord à essayer de racheter le mal fait contre les colonisateurs Rigelliens en tentant d'empêcher Galactus de dévorer une de leurs colonies. Sa recherche de salut le conduit finalement aux limites de l'univers, à la prison de Kyln dans laquelle il reçoit enfin ce qu'il cherche : Dame Mort lui adresse enfin la parole. À présent, accompagné d'une espèce de petite fée nommée Skreet et du Déchu — le premier héraut de Galactus, devenu son héraut personnel après un lavage de cerveau — il se met aux côtés de Dame Mort observe la vague de destruction engendrée par les flottes d'Annihilus à travers le cosmos.
Il se range aux côtés d'Annihilus et élabore un plan mettant en scène deux créatures célestes pour mettre Galactus hors d'état de nuire. Il construisit une machine dans le but d'utiliser la capacité d'un Galactus captif à absorber l'énergie des mondes et son pouvoir cosmique, ainsi que celui du Surfer d'argent, pour fabriquer une arme. Après avoir enlevé Dragon-lune et utilisé ses pouvoirs mentaux, il apprend qu'Annihilus ne vise pas à contrôler l'univers, mais à le détruire.
Il avoue alors à Dragon-lune avoir suivi Annihilus uniquement par curiosité, pour voir comment tout cela allait tourner. Il décide finalement de libérer Galactus pour combattre Annihilus, mais Drax Le Destructeur surgit dans le vaisseau d'Annihilus. Il s'attaque à Thanos, qui élève un champ de force pour pouvoir libérer Galactus sans subir les assauts de Drax. Puis, avant d'avoir pu libérer le Dévoreur de monde, Thanos voit la Mort lui sourire, et contemple le bras de Drax traversant son corps, tenant dans sa main le cœur du Titan Fou, Drax accomplissant ainsi sa programmation.

### Renaissance
Le corps de Thanos est secrètement récupéré par Adam Warlock, qui voit en lui une sorte d'équilibre à son mauvais côté, le Mage, et l'enferme dans un cocon. Celui-ci est retrouvé plus tard par une secte spatiale, l'Église Universelle de la Vérité, et amené sur leur monde saint, Sacrosanct, les sectaires pensant qu'il s'agit de leur messie.
Plus tard, Phyla-Vell, influencée par Maelstrom libère le monstre, et le Titan, réduit à l'état d'une bête inconsciente, décime les habitants de la planète. C'est finalement Star-Lord qui l'arrête avec un résidu de Cube cosmique.

### L'impératif Thanos
Lors de l'histoire The Thanos Imperative (en), Thanos, finalement capturé par les Gardiens de la Galaxie et maîtrisé, avoue qu'il ne souhaitait pas revenir à la vie, et aurait préféré être mort. Il s'allie néanmoins avec les Gardiens de la Galaxie pour lutter contre le Cancerverse (un univers où la Mort a été vaincue et peuplé d'êtres démoniaques qui voudraient envahir notre univers pour lui faire subir le même sort).
Les Gardiens et Thanos vont dans le Cancerverse, sur le site de la Necropsie (le lieu où la Mort a été vaincue dans cet univers), pour annuler le rituel (en effet, en tant qu'avatar de la Mort, lui seul le peut). Le plan réussit, la Mort est rétablie dans le Cancerverse. Thanos la supplie de lui ôter la vie : « J'ai tué un univers entier pour toi ! », mais il comprend que la Mort l'a ramené sous une forme immortelle. Le Titan Fou supplie alors la Mort de lui ôter la vie : « Je tuerai un autre Univers pour toi, puis un autre et encore un autre ».
Star-Lord et Nova comprennent alors le danger que représente Thanos et décident de se sacrifier en restant avec lui dans le Cancerverse jusqu'à ce que la barrière entre les univers soit définitivement fermée, pendant que les autres Gardiens rentrent dans notre univers.

## Famille
- A'Lars (alias Mentor, père)
- Sui-San (mère, décédée)
- Éros (alias Starfox, frère)
- Zuras (oncle paternel, décédé)
- Cybèle (tante paternelle par alliance)
- Théna (cousine paternelle)
- Kronos (grand-père paternel, désincarné)
- Deina (grand-mère paternelle)
- Uranos (grand-oncle paternel, décédé)
- Gamora (fille adoptive)
- Thane (fils)
- Terraxia (création et ex-compagne, décédée)
- Pourriture (création commune de Thanos et de la Mort)
- Nébula (petite-fille supposée)
- Corvus Glaive (fils adoptif)
- Proxima Midnight (fille adoptive)
- Ebony Maw (fils adoptif)
- Cull Obsidian/Black Dwarf (fils adoptif)
- Supergiant (fille adoptive)

## Personnage

### Apparence
Thanos est un véritable colosse d’environ 2 mètres de haut, à la morphologie plus que massive. Imposant de par sa stature, le personnage est facilement reconnaissable grâce à sa peau gris-pourpre, ses yeux rouges (sans pupilles) illustrant toute sa haine, ainsi que son armure dorée.

### Personnalité
Tout d’abord aveuglé par son amour pour la Mort, Thanos a passé une partie de sa vie à chercher le pouvoir ultime dans le but de devenir l’égal de sa bien-aimée, jonchant l’univers de millions de morts. Comprenant que jamais il n’aurait son amour, il cherche aujourd’hui à se racheter de ses crimes. D’un caractère instable (d’où son surnom de Titan Fou), Thanos reste imprévisible.

## Pouvoirs, capacités et équipement
Thanos est un titan capable de synthétiser l’énergie cosmique dans un certain nombre d'effets (comme tous les Éternels de la Terre et Mentor, mais pas par ceux nés sur Titan). Il est de loin le plus puissant des Éternels de Titan.
- Thanos est doté d’une immense force physique. On ne connait pas clairement les limites de sa force, celle-ci n'ayant pas été mesurée avec précision[1]. Cependant, il a montré qu'il était capable de tenir tête simultanément à Thor et la Chose, et ce pendant une durée prolongée[1]. Il est donc probable qu'il possède une force de classe 100 à l'échelle Marvel, ce qui lui permet de soulever (ou d'exercer une pression équivalente à) 100 tonnes, voire plus[1].
- Il est quasiment invulnérable. Par ailleurs, il peut manipuler l’énergie cosmique à sa guise pour créer des boucliers de force, mais aussi pour projeter de puissantes rafales d'énergie de ses yeux ou de ses mains. On l'a aussi vu manipuler la matière.
- Son esprit est invulnérable à toute forme d’attaque psychique ; il a aussi démontré posséder des capacités télépathiques et télékinésiques.
- Grâce à la science et à la sorcellerie, Thanos a accru ses pouvoirs.
- La Mort, en lui refusant l'entrée dans son royaume l’a rendu immortel.
- Le plus meurtrier de ses pouvoirs reste son esprit, voué à l'annihilation de toute vie. D’une intelligence surhumaine, il est craint du cosmos entier.

Il possède des ressources phénoménales et a accès à un vaste armement de pointe.

## Autres dessinateurs
- Ron Lim
- George Pérez
- Andrea Di Vito
- Keith Giffen

## Apparitions dans d'autres médias
Sauf indication contraire, les informations mentionnées dans cette section peuvent être confirmées par la base de données cinématographiques IMDb,  présente dans la section « Liens externes ».

### Cinéma

#### Interprété par Damion Poitier
- 2012 : Avengers réalisé par Joss Whedon[13] (scène post-générique)

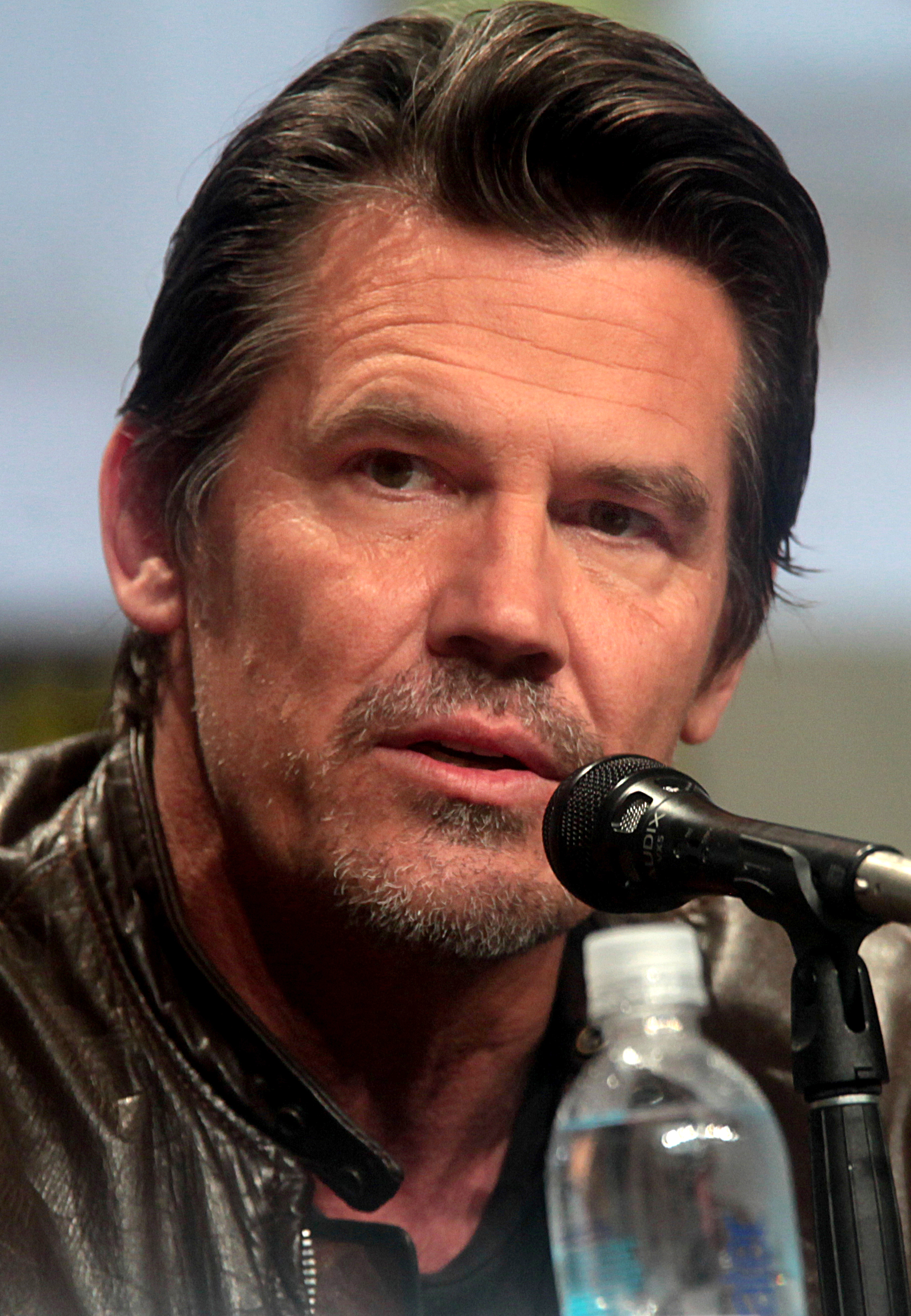
Josh Brolin incarne Thanos dans l'Univers cinématographique Marvel.

#### Interprété parJosh Brolin
- 2014 : Les Gardiens de la Galaxie réalisé par James Gunn – Thanos est à l'origine des événements ayant entraîné l'apparition des Pierres d'Infinité. Il ordonne au kree Ronan l'Accusateur de récupérer l'Orbe contenant la pierre du pouvoir. Lorsque Ronan réussi à obtenir l'Orbe, il décide de la garder et trahit Thanos puis lui assure qu'une fois qu'il aura détruit la planète Xandar, il viendra régler ses comptes avec le Titan fou.
- 2015 : Avengers : L'Ère d'Ultron réalisé par Joss Whedon. (scène post-générique) – À la suite des échecs de Ronan avec l'Orbe, et de Loki qui devait récupérer le Tesseract renfermant la pierre de l'Espace, puis sa capture ayant laissé aux mains du SHIELD le Sceptre renfermant la pierre de l'Esprit, Thanos décide d'aller lui-même chercher les Pierres d'Infinité.
- 2018 : Avengers: Infinity War réalisé par Anthony et Joe Russo – Thanos, accompagné de son Ordre Noir, parcourt l’univers en affrontant des membres des Avengers et des Gardiens de la Galaxie pour récupérer toutes les pierres d’infinité. Son but avoué est de supprimer la moitié des êtres vivants de l'univers pour rétablir un "équilibre". S'il réussit à collecter la totalité des gemmes, cela a un prix ; le Titan fou se voit notamment contraint de sacrifier sa fille adoptive Gamora pour obtenir la pierre de l'âme. Ce sacrifice révèle étonnamment qu'en dépit de son caractère impitoyable, Thanos lui vouait une profonde affection. Le film se termine sur sa victoire, malgré la mort de Gamora : il active le gantelet d'infinité pour supprimer la moitié des habitants de l'univers, Avengers et Gardiens de la Galaxie pour moitié inclus. Ceci fait, il s'exile sur une planète et commence sa retraite, satisfait et le regard tourné vers l'horizon.
- 2019 : Avengers: Endgame d'Anthony et Joe Russo – Ayant atteint son objectif, Thanos détruit les Pierres d'Infinité pour que personne ne puisse changer ses actions. Thor, Banner, Nébula, Rocket, Captain America, Captain Marvel, Black Widow et War Machine le traquent grâce à l'onde d'énergie libérée lors de la destruction des pierres jusqu'à son antre et l'attaquent par surprise. Thor lui tranche le bras avec son Stormbreaker, seulement pour découvrir que leurs espoirs de ramener les victimes du Titan fou sont anéantis. Dans un accès de rage, Thor décapite Thanos. Cinq ans ont passé depuis la mort de Thanos. Le monde peine à se remettre de l'Effacement. Les héros finissent par trouver un moyen de voyager dans le temps via les particules de Pym, (grâce à Scott Lang/Ant Man qui se trouvait dans la Dimension Quantique ayant ainsi échappé à l'Effacement), et cherchent à récupérer les Pierres d'Infinité dans le passé pour ramener tous ceux qui ont été effacés cinq ans plus tôt. Malheureusement, en se rendant à l'époque où les Gardiens de la Galaxie ont vaincu Ronan, Nébula transmet sans le savoir sa mémoire à son homologue du passé. Celle ci avertit le Thanos de cette époque, qui n'a encore aucune pierre : il apprend par la suite que ses plans vont aboutir, et découvre aussi sa propre mort. Il fait remplacer la Nébula du futur par celle du passé pour qu'elle lui permette à lui et à son armée de se rendre en 2023. Thanos confronte alors Iron Man, Captain America et Thor, et leur annonce que lorsqu'il récupérera les Pierres d'Infinité, il recréera l'univers à son image, éradiquer la moitié de la vie n'ayant pas mené à l'équilibre que le Titan recherchait. Une violente bataille finit par éclater entre les Avengers, leurs alliés ressuscités et les troupes de Thanos. Au bout du compte, Iron Man réussit à prendre les Pierres et détruit toutes les forces ennemies survivantes en un claquement de doigt (la puissance de cette action lui coûte la vie). Thanos, vaincu, accepte alors calmement sa défaite avant d'être lui-même réduit en cendres.
- 2021-2023 : What If...? (série télévisée d'animation). Dans la série What If... ? Huit versions de Thanos apparaissent.
- 2022 : Doctor Strange in the Multiverse of Madness de Sam Raimi - Dans ce film, le Thanos de l'univers 838 fait un caméo, où il se fait éliminer par les Illuminati sur Titan.

### Télévision
- 2014-2015 : Avengers Rassemblement (série d'animation)
- 2015 : Les Gardiens de la Galaxie (série d'animation)

### Jeux vidéo
- 1996 : Marvel Super Heroes in War of the Gems
- 2007 : HeroScape Marvel : Le conflit commence
- 2010 : Marvel Super Hero Squad: The Infinity Gauntlet
- 2013 : Lego Marvel Super Heroes (DLC)
- 2017 : Marvel vs. Capcom: Infinite
- 2017 : Lego Marvel Super Heroes 2 (DLC)
- 2018 : Fortnite Battle Royale (Mash-Up Mode)
- 2017 : Guardians of the Galaxy: The Telltale Series
- 2021 : Les Gardiens de la Galaxie